# Cranaë caprai
Cranaë caprai är en insektsart som beskrevs av Willy Adolf Theodor Ramme 1941. Cranaë caprai ingår i släktet Cranaë och familjen gräshoppor. Inga underarter finns listade i Catalogue of Life.